# Emerson Leão
Emerson Leão (Ribeirão Preto, 11 de julho de 1949) é um ex-treinador e ex-futebolista brasileiro que atuava como goleiro.
É o segundo jogador com mais partidas na história do Palmeiras, com 621 jogos, sendo o primeiro em sua posição, além de ser o goleiro que mais venceu e com mais jogos sem ser vazado pelo clube, com 304.

## Carreira como jogador

### Clubes
Iniciou sua carreira de goleiro nas categorias de base do São José, revelado por Diede Lameiro. Em seguida foi para o Comercial, de Ribeirão Preto, onde tornou-se profissional.

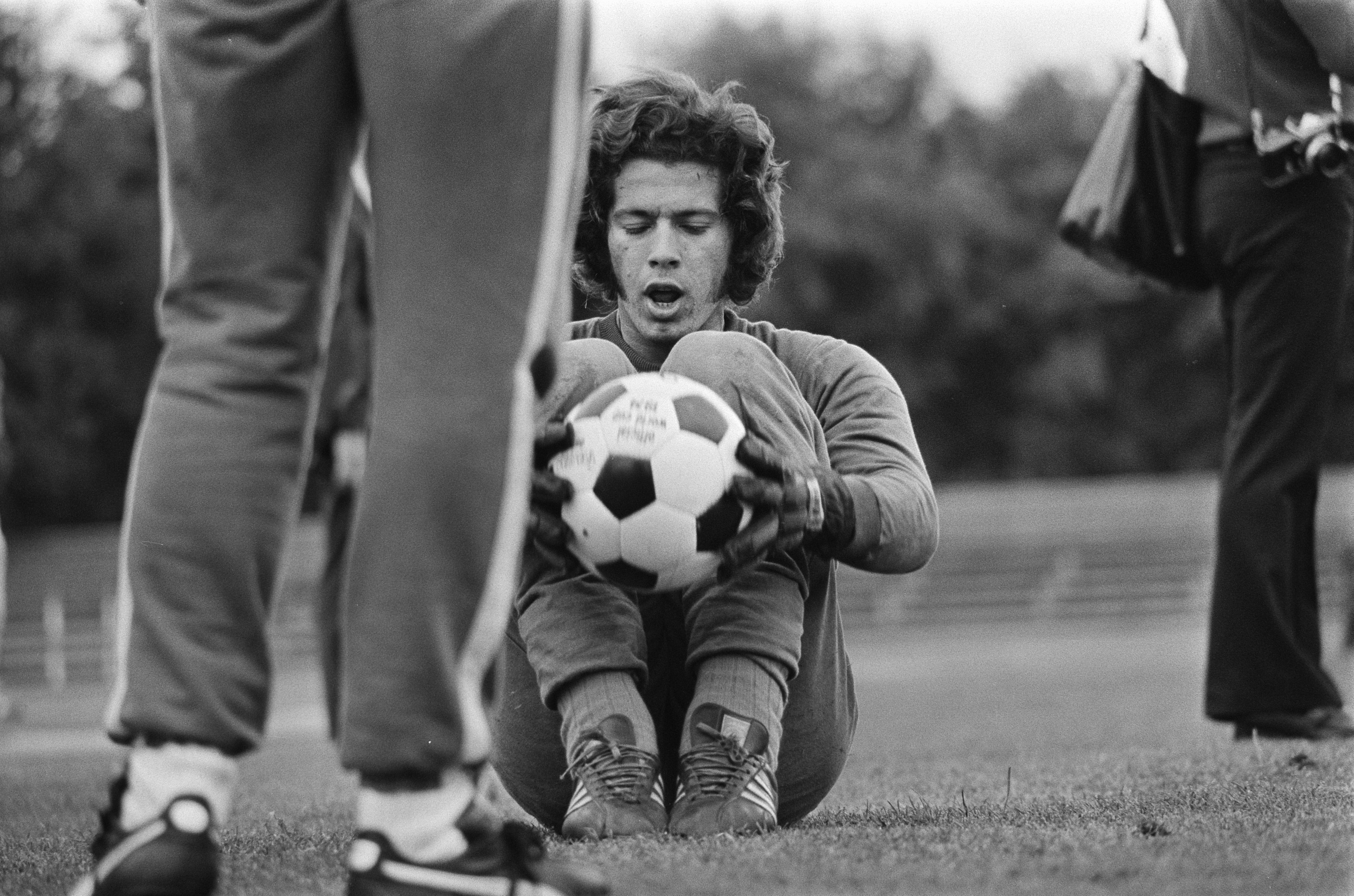
Leão na época de jogador

Em março de 1969, Leão transferiu-se para o Palmeiras. Assumiu a posição nas redes pouco depois de chegar, devido a contusão do goleiro titular Chicão. Estreou em 16 de abril de 1969, na goleada por 6–1 sobre o Juventus. Treinado pelo ídolo alviverde Valdir Joaquim de Morais, já no primeiro ano foi convocado pela Seleção Brasileira.
No clube alviverde, foi vencedor do Campeonato Brasileiro em 1969, 1972 e 1973 e do Campeonato Paulista em 1972, 1974 e 1976. Deixou o clube após o vice-campeonato brasileiro de 1978, quando, na partida final, foi expulso após dar um soco no centroavante Careca.
Em 1978, logo após a Copa do Mundo de 1978, transferiu-se para o Vasco da Gama, permanecendo até 1980.
Ainda em 1980, foi vendido para o Grêmio de Porto Alegre, onde conquistou o Campeonato Gaúcho de 1980 e o Campeonato Brasileiro de 1981.
Em 1983, foi transferido para o Corinthians por 50 milhões de cruzeiros. Estreou em 6 de março, na derrota para o Fluminense por 1–0, em partida válida pelo Campeonato Brasileiro de 1983. No clube, era um dos opositores à Democracia Corinthiana e foi vencedor do Campeonato Paulista de 1983.
No ano de 1984, o jogador retornou ao Palmeiras. Obteve o passe livre em dezembro daquele ano, renovando seu contrato com o clube, e foi segundo colocado do Campeonato Paulista de 1986. Sua última partida pelo clube foi em 20 de julho de 1986, na derrota em casa por 1–0 para o São Bento. Atuou em 621 partidas do time, sendo o segundo jogador que mais atuou com a camisa do Palmeiras, ficando atrás apenas de Ademir da Guia, que atuou 902 vezes.
Em fevereiro de 1987, transferiu-se para o Sport, onde encerrou a carreira aos 38 anos.

### Seleção Brasileira
Jogou 105 vezes pela Seleção Brasileira, sendo titular de 1971 a 1979. Foi reserva de Félix na Copa do Mundo de 1970, aos 20 anos de idade, e titular na Copa do Mundo de 1974 e Copa do Mundo de 1978, permanecendo 457 minutos sem levar gols, recorde que não foi superado por nenhum outro goleiro brasileiro.
Preterido por Telê Santana na Copa do Mundo de 1982, trabalhou como comentarista na Rádio Gaúcha, de Porto Alegre, e retornou à Seleção em 1983, disputando a Copa América. Pelas atuações consistentes, foi convocado para disputar a Copa do Mundo de 1986, sendo o reserva do titular Carlos.

## Carreira como treinador
Começou sua carreira de treinador em 1987, logo após deixar a função de goleiro, tendo assumido o Sport nas finais do Campeonato Pernambucano, substituindo Ernesto Guedes e participado da campanha do título do Campeonato Brasileiro daquele ano, conquistado pelo Sport. Este título muitas vezes é atribuído equivocadamente a ele, mas Leão saiu antes do clube conquistar o título — o treinador no quadrangular decisivo foi Jair Picerni. Em 21 partidas pelo clube, obteve 12 vitórias, seis empates e três derrotas.
Em 1988, depois de um ingresso frustrado para o Guarani, dirigiu o São José no Campeonato Paulista, onde terminou na quarta colocação. Já no segundo semestre, se transferiu para o Coritiba.
Em 1989, assumiu o Palmeiras pela primeira vez. No Paulistão, permaneceu invicto durante 23 partidas mas acabou sendo eliminado com apenas uma derrota, para o Bragantino, por 3–0. No Brasileirão, terminou em quinto.
No ano seguinte, assumiu a Portuguesa.
Em 1997, dirigiu o Atlético Mineiro, sagrando-se campeão da Copa Centenário de Belo Horizonte e da Copa Conmebol. A final sul-americana foi contra o Lanús, sendo que a ida, na Argentina, ficou marcada pela batalha campal após o último apito. Leão teve de fazer uma cirurgia na face em função dos golpes sofridos.
Em 1998, voltou a conquistar a Copa CONMEBOL, desta vez pelo Santos. No mesmo ano, é semifinalista do Brasileirão.
No primeiro semestre do 2000, dirigiu o Grêmio.
No segundo semestre de 2000, iniciou sua segunda passagem pelo Sport Recife, que havia vencido a Copa do Nordeste com o antecessor Celso Roth e teria nove jogos mais para alcançar o inédito título de pentacampeão pernambucano. O clube terminou o último turno do Estadual 11 pontos à frente do segundo lugar e, na final em jogo único, venceram o Santa Cruz. Um mês depois, em julho, chegou à final da Copa dos Campeões, perdendo na grande decisão para o Palmeiras por 2–1, e viu a vaga na Copa Libertadores do ano seguinte escapar.
Leão assumiu o comando da Seleção Brasileira em outubro de 2000, logo após a demissão de Vanderlei Luxemburgo por conta da eliminação nas quartas de final do torneio olímpico daquele ano contra Camarões. Depois de assumir o comando da Seleção, Leão seguiu no Sport. Estreou pela Seleção no dia 15 de novembro de 2000 diante da Colômbia no Morumbi pelas Eliminatórias da Copa do Mundo FIFA de 2002, partida no qual foi vencida por 1–0. Leão barrou "medalhões" como Cafu, Roberto Carlos e Rivaldo e trouxe caras novas, como o volante Leomar, do Sport. Após a derrota por 1–0 para a Austrália no disputa do terceiro lugar da Copa das Confederações de 2001, Emerson Leão foi demitido pela CBF.  Ficou no comando apenas por oito meses, e dos 10 jogos nos quais comandou o Brasil, Leão venceu três, perdeu três e empatou quatro.
Seu auge como treinador foi a segunda passagem pelo Santos, quando levou o time ao título do Campeonato Brasileiro de 2002. Ainda foi vice-campeão brasileiro e vice-campeão da Copa Libertadores em 2003. O técnico saiu em maio de 2004 e foi para o Cruzeiro.
No ano seguinte foi para o São Paulo, onde conquistou seu último título, o Campeonato Paulista de 2005, e levou o clube à final da Copa Libertadores da América do mesmo ano. O clube conquistaria mais tarde o título com Paulo Autuori no comando — o treinador substituiu Leão, que na oportunidade foi para o Vissel Kobe, do Japão, onde teve uma curta passagem de apenas quatro partidas.
Depois, assumiu o comando do Palmeiras em 18 de julho de 2005. Foi demitido em abril de 2006, após uma má sequência de resultados, havendo suspeita de ter sido "derrubado" pelos jogadores.
Após breve passagem pelo São Caetano ainda em 2006, no mesmo ano Leão assumiu como técnico do Corinthians, até então último colocado no Campeonato Brasileiro, e conseguiu fazer o time terminar na 9ª colocação. Em 3 de abril de 2007, o treinador e o Timão entraram em acordo e Leão deixou o clube, devido a má campanha do clube no Campeonato Paulista.
Em 27 de julho de 2007, acertou com o Atlético Mineiro. Naquele ano o time terminou em 8º no Campeonato Brasileiro, conseguindo assim uma vaga na Copa Sul-Americana.
No dia 15 de dezembro de 2007, o então presidente do Santos, Marcelo Teixeira, anunciou a volta de Emerson Leão ao clube, onde se apresentou dois dias depois. Esta foi a terceira passagem do técnico pela Vila Belmiro.
Após a eliminação do Santos diante do América do México, pela Libertadores, e da goleada sofrida contra o Cruzeiro (4–0) no Campeonato Brasileiro, Leão, não suportando os maus resultados e as críticas, pediu demissão e deixou o comando do time no dia 27 de maio de 2008.
Em 2009, assumiu o Atlético Mineiro mais uma vez, e mesmo com um bom desempenho não resistiu a uma goleada para seu maior rival na final do Campeonato Mineiro, e um mau resultado frente ao Vitória pela Copa do Brasil.
Foi contratado pelo Sport no dia 3 de junho, assumindo a equipe para a sequência da temporada 2009. Após três vitórias, dois empates e cinco derrotas em apenas um mês e 22 dias a frente do time pernambucano, Emerson Leão foi demitido do rubro-negro após um empate contra o Náutico e uma polêmica sobre uma suposta contratação do atacante Marcelo Ramos.
Em abril de 2010, acertou com o Goiás. Três meses depois, no dia 21 de julho, envolveu-se numa polêmica num jogo contra o Vitória, no Barradão. Após o final da partida, Leão agrediu um repórter de uma emissora de rádio local e chegou a receber voz de prisão. Porém, o treinador foi liberado após prestar depoimento. Em 27 de agosto, após nove partidas sem vitória no Campeonato Brasileiro e com o Goiás na última colocação, Leão pediu demissão do clube esmeraldino.
Em 24 de outubro de 2011, Emerson Leão assina contrato para dirigir o São Paulo pela segunda vez. Não conseguiu classificar o time para a Copa Libertadores de 2012. Foi eliminado nas semifinais do Campeonato Paulista para o rival Santos pelo 3°ano consecutivo. Chegou até as semifinais da Copa do Brasil, sendo desclassificado pelo Coritiba. Contestado pela diretoria e torcida e com um inicio irregular no Campeonato Brasileiro, em 26 de junho de 2012 foi demitido do São Paulo.
No dia 30 de agosto de 2012, depois de dois meses desempregado, Emerson Leão acertou com o São Caetano, clube no qual trabalhou em 2006, assumindo o Azulão depois da derrota por 4–1 para o ASA de Arapiraca, que redundou na demissão do então comandante Sérgio Guedes. O treinador acabou sendo demitido do São Caetano no dia 25 de outubro, por problemas com a diretoria.

### Fora dos campos
Em 2017, assumiu o cargo voluntário de consultor de futebol da Portuguesa, de janeiro a março.
Também em 2017, foi contratado para trabalhar como comentarista esportivo nos canais TNT Sports.

## Polêmicas
De acordo com a Placar em 1992, Emerson Leão afirmou ter exigido de Zagallo a titularidade da Seleção Brasileira na Copa do Mundo de 1974.
Em 1997, Emerson Leão, então técnico do Atlético Mineiro, barrou o goleiro Taffarel alegando 'deficiência técnica' pelas constantes falhas. Na ocasião Leão declarou: "O Taffarel está com espírito de Seleção e não de clube. Não tem tido uma boa performance. Por isso o Paulo César continua. O Taffarel terá de reconquistar a posição". Em junho de 2001, durante uma entrevista, Taffarel acusou Leão de não ter caráter e de ser um técnico ruim.
Em setembro de 2008, Leão foi à Vila Belmiro receber salários atrasados do Santos e foi agredido por nove torcedores, dentre eles um ex-segurança do clube.
Em 2010, após a partida entre o seu então clube, Goiás, e o Vitória, pelo Campeonato Brasileiro daquele ano, o treinador disparou contra o comentarista Neto e a apresentadora Renata Fan, ambos da Band. Segundo Leão, o primeiro não teria preparo cultural e psicológico para falar numa emissora de televisão. "Ele [Neto]", complementado com suas próprias palavras, "apenas faz o folclore do outro lado, a agressividade do outro lado que não leva a nada". Ambos teriam diferenças desde 1989, quando trabalhavam, um como técnico e o outro como jogador, no Palmeiras, com o último tendo trocado o clube pelo rival Corinthians, onde viraria ídolo, por não ter conseguido se ambientar. Já com relação à segunda, o técnico afirmou não saber nada sobre futebol, dizendo que Renata "nunca viu um treinamento, não sabe qual é a conduta."
Em abril de 2006, foi eleito pelos jogadores o técnico mais odiado do país, em pesquisa da revista Placar. Em 2013, Leão seria eleito pelos jogadores em atividade, em uma pesquisa organizada pelo site UOL Esporte, o pior treinador em atividade no país. Com 16 votos somados, ficou bem à frente do segundo colocado, Celso Roth, que obteve 7% do total.
Em março do mesmo ano, Leão se envolveria em duas polêmicas: a primeira foi a do presidente do Sport Recife, Luciano Bivar, que afirmou ter pagado para que o volante Leomar fosse convocado, numa Seleção Brasileira treinada à época por Leão. Para o treinador, que refutou tal declaração, Bivar "deveria ser preso. Isso é um caso de polícia e precisa ser investigado a sério". A segunda foi entrar em rota de colisão com o mandatário são-paulino, Juvenal Juvêncio. Para o treinador, que entre 2011 e 2012 passou pelo clube, Juvêncio deveria seguir o exemplo do papa Bento XVI e, pela idade, renunciar ao cargo. O cartola, ao tomar conhecimento das críticas, responderia as críticas de seu ex-funcionário, dizendo que este "precisa arrumar um emprego logo".
Depois desta última, Leão foi também alvo de provocações do jogador de futsal Falcão, que, via Twitter, escreveu: "O Osvaldo tb n servia p ele, e hj está na Seleção!!! E o Leão continua fazendo seu " belo" trabalho no...no....no....!! Ahhh,deixa ele p lá!! (sic)". Falcão, por sua vez, rememorou as poucas chances dadas pelo treinador ao atual atacante são-paulino, quando de sua segunda passagem pelo clube, entre 2011 e 2012, e que com Ney Franco, seu novo comandante, cresceu de produção e chegou à Seleção, assim como a experiência de trabalho que ele teve com Leão, quando este debutou no comando técnico do clube, em 2005; Falcão, naquela ocasião, tentou uma bem-sucedida mudança para o futebol de campo, mas acabou sendo pouco utilizado pelo técnico, fator que forçou seu retorno às quadras. Leão responderia às declarações, dizendo que, apesar de Falcão ser "o Pelé do salão, no campo não dá" e atribuiu sua contratação a um fato inusitado: um irmão do atleta, dono de uma empresa de ar condicionado, instalou um aparelho na casa do presidente são-paulino e, ao afirmar ser irmão do jogador de futsal, este acabou convidado a visitar o clube.
Em maio de 2013 foi sondado pela Portuguesa de Desportos para assumir o clube durante a disputa do Brasileirão. O treinador, no entanto, foi vetado pelos atletas, liderados pelo veterano Souza, campeão paulista em 2005 com Leão, e pelo seu ex-clube São Paulo, que não emprestaria Marcelo Cañete à Lusa caso a contratação se concretizasse. O motivo alegado pelo Tricolor foi o do técnico não gostar de argentinos, o que faria com que o meio-campista pudesse desenvolver menos o seu potencial no novo clube. Respondendo à intromissão são-paulina nas decisões de um rival, Leão afirmou que Adalberto Baptista, diretor de futebol do clube, foi "mentiroso" ao dizer que o ex-arqueiro não dá oportunidades a estrangeiros. Segundo o treinador, Cañete chegou machucado ao clube e, logo que se recuperou, foi titular diante do Vasco da Gama, em jogo válido pelo Brasileirão de 2011, no qual tornou a se contundir. Assim, segundo suas palavras: "Ele (Adalberto) está contando mentira. E homem não conta mentira."
Em 26 de março de 2013, como convidado do programa Cartão Verde, da TV Cultura, Emerson Leão, após dar "cartão vermelho" para o comentarista Victor Birner, devido as críticas tecidas pelo jornalista em seu blog, bateu boca com este. Após Birner dizer que "O que eu escrevi foi acontecendo aos poucos e tudo acabou como eu disse que iria acabar. Não estava errado. É só ler lá, está no blog", Leão reagiu, perguntando ao comentarista se ele realmente acreditava entender de futebol. À sua pergunta, novamente o participante fixo do programa: "Mais do que você [entende de futebol]. Vai ver meu time de várzea treinar, está mais redondinho do que o São Paulo."

## Títulos

### Como jogador
Comercial
- Copa Ribeirão Preto: 1967

Palmeiras
- Campeonato Brasileiro: 1969, 1972, 1973
- Campeonato Paulista: 1972, 1974, 1976
- Troféu Ramón de Carranza: 1969, 1974 e 1975
- Torneio Laudo Natel: 1972

Vasco da Gama
- Torneio Cidade de Sevilha: 1979
- Troféu Festa de Elche: 1979
- Torneio Super Series: 1980

Grêmio
- Campeonato Brasileiro: 1981
- Campeonato Gaúcho: 1980

Corinthians
- Campeonato Paulista: 1983

Seleção Brasileira
- Copa do Mundo FIFA: 1970
- Taça Independência: 1972
- Taça do Atlântico: 1976
- Taça Oswaldo Cruz: 1976
- Torneio Bicentenário dos Estados Unidos: 1976

### Como treinador
Sport
- Campeonato Brasileiro: 1987[78]
- Campeonato Pernambucano: 2000

Shimizu S-Pulse
- Copa Kanagawa: 1992

Verdy Kawasaki
- Copa do Imperador: 1996

Atlético Mineiro
- Copa Centenário de Belo Horizonte: 1997
- Copa CONMEBOL: 1997

Santos
- Copa CONMEBOL: 1998
- Campeonato Brasileiro: 2002[79]

São Paulo
- Campeonato Paulista: 2005[80]

### Prêmios individuais
- Bola de Prata da revista Placar: 1972
- Melhor goleiro do Campeonato Paulista: 1972, 1974 e 1976
- Seleção de Todos os Tempos do Brasil pela IFFHS (Time C): 2021[81]